# عطر سوسن
«عطر سوسن» آلبوم استودیویی است به آهنگسازی محمدجواد ضرابیان و خوانندگی علیرضا افتخاری است که دارای ده قطعه می‌باشد و در سال ۱۳۷۸ به بازار عرضه شد.

## شرح

### هنرمندان
- خواننده : علیرضا افتخاری
- آهنگسازی : محمدجواد ضرابیان با گروه سماع
- منتشر شده توسط موسسه ساربانگ

#### نوازندگان
- سنتور : محمدجواد ضرابیان
- تار و سه تار : عرفان گنجه‌ای
- تارباس :هوشنگ فراهانی
- کمانچه : سینا جهان آبادی
- دف و دهل : مسعود حبیبی
- نی : بهروز الوندی پور
- بربط : فرامرز گرمرودی
- تار : شهرام میرجلالی
- تنبک : کامبیز گنجه‌ای
- نوازنده مهمان : اردشیر کامکار

#### عوامل دیگر
- خوشنویس : بیژن بیژنی

- ضبط : استودیو پژواک
- اجرا کامپیوتر : فرزاد مرشد
- طرح و عکس : دارینوش

### توضیحات
روی الف (از تصنیف صبح سپید تا تصنیف جام عشق):
مسیر آغازین مجموعه، تصنیف صبح سپید در مایه ترک است. سپس ساز و آواز ترک به افشاری فرود می‌آید، آنگاه تصنیف گل مهتاب در مایه افشاری اجرا، در آواز به ابوعطا وارد و با غزلی از حافظ در مایه ابوعطا پایان می‌یابد.
روی ب (تصنیف شورآفرین تا عطر سوسن):
با تصنیف شورآفرین در دستگاه همایون آغاز می‌شود، آنگاه ساز و آواز به مایه دشتی ورود می‌کند و تصنیف شور زندگی در مایه دشتی اجرا می‌شود و ساز و آواز در پایان با ساز و آواز دیگر به مایه ترک بر می‌گردد که آغازگر مجموعه بوده‌است و با تصنیف عطر سوسن در این مایه به پایان می‌رسد.

## قطعات
| نام ترانه       | ترانه‌سرا     | آهنگساز          |
| --------------- | ------------ | ---------------- |
| تصنیف صبح سپید  | بیژن ترقی    | محمدجواد ضرابیان |
| ساز و آواز      | ه.ا. سایه    | محمدجواد ضرابیان |
| تصنیف گل مهتاب  | بیژن ترقی    | محمدجواد ضرابیان |
| ساز و آواز      | ه.ا. سایه    | محمدجواد ضرابیان |
| تصنیف جام عشق   | حافظ         | محمدجواد ضرابیان |
| تصنیف شور آفرین | فریدون مشیری | محمدجواد ضرابیان |
| ساز و آواز      | ه.ا. سایه    | محمدجواد ضرابیان |
| تصنیف شور زندگی | بیژن ترقی    | محمدجواد ضرابیان |
| ساز و آواز      | ه.ا. سایه    | محمدجواد ضرابیان |
| تصنیف عطر سوسن  | بیژن ترقی    | محمدجواد ضرابیان |